# Eipbach
Der Eipbach ist ein 10,1 km langer Nebenfluss der Sieg, der im namengebenden Ort der Gemeinde Eitorf im nordrhein-westfälischen Rhein-Sieg-Kreis von links in sie mündet.

## Name
Erstmals schriftlich erwähnt wird der Eipbach 1487 (in der eyppe). Der Name ist eine Komposition aus dem Wort Eiche und dem Hydronym -apa.

## Geographie

### Verlauf
Der Eipbach entsteht etwas westlich von Kircheib unter dem Namen Birnbach oder Eitorfer Bach noch in Rheinland-Pfalz. Er tritt sehr schnell auf das Gebiet der Gemeinde Eitorf, das er in einem etwas geschlungenen Tal nordwärts durchquert. Gleich nach der Landesgrenze nimmt er bei Obereip seinen größten Zufluss, den Wohmbach von Osten aus dem Natura-2000-Schutzgebiet Wohmbach und Zuflüsse auf, das im bewaldeten Höhenzug Leuscheid liegt. Dieser Zufluss übertrifft nach Länge wie Einzugsgebiet den amtlich zum Hauptstrang gerechneten Birnbach deutlich, es ist also hydrologisch gesehen der eigentliche Oberlauf; danach wird der Bach nurmehr Eipbach genannt.
Im weiteren Verlauf dominiert weiter der Zufluss von rechts, insbesondere durch den Linkenbacher Bach am Ortsende von Mühleip und den Pingelsbach schon im Oberdorf von Eitorf. Dort wurde der Unterlauf nach Westen verlegt, während er früher östlich der Brückenstraße mündete, erreicht er heute die Sieg fast einen Kilometer weiter flussabwärts erst westlich dieser Straße.
Die Landesstraße 86 läuft von der Landesgrenze bis nach Eitorf durch das Birnbach- und das Eipbachtal.

### Einzugsgebiet
Das großteils in der Gemeinde Eitorf gelegene, 23,782 km² große Einzugsgebiet umfasst Kircheib (Rheinland-Pfalz), die Ortschaften der Eitorfer Schweiz und folgende Ortschaften im Eiptal und den Nebentälern:
- Obereip, Kapellenort seit 1735
- Schellberg
- Obereiper Mühle
- Mühleip
- Hausen
- Scheidsbach
- Mierscheid
- Burg Welterode
- und Eitorf.

Letzteres hat wie die -eip-Orte auch vom Eipbach seinen Namen, es wurde früher Eypdorf genannt. Der Name Eip selbst stammt von Ap und ist keltischen Ursprungs. Er steht für fließendes Wasser.
Im Oberdorf von Eitorf fließt der Pingelsbach zu, dessen Teileinzugsgebiet die Ortschaften
- Käsberg
- Lascheid
- Siebigteroth und
- Rosenthal

ganz oder teilweise umfasst.

### Zuflüsse
(Direkte und indirekte Zuflüsse, jeweils von der Quelle zur Mündung.)
- Birnbach oder Eitorfer Bach, linker und kürzerer Oberlauf
  - Kircheiber Bach, von rechts am Rand von Obereip
- Wohmbach, rechter und längerer Oberlauf
  - Heckensiefen, von rechts
  - Junkerbuschsiefen, von rechts
  - Köhlerssiefen, von rechts
  - Irscheider Bach, von links
  - Irscheider Siefen, von links
    - Königssiefen, von links

  - Suck(t?)erothbach, von links
  - Tieferbach, von rechts nach der Obereiper Mühle
- Mutterbach, von links am Ortsanfang von Mühleip
- Gießenbach oder Giesenbach[5], von links in Mühleip
- Linkenbacher Bach, von rechts nach Mühleip
  - Keuenhofer Bach, von rechts bei Keuenhof
    - Suckersbach, von links durch Keuenhof
- Scheidsbach, von links bei Scheidsbach
  - Mühlengraben, von rechts in der Mündungsaue
- Rüsenbach, von rechts am Ortsanfang von Eitorf
- Pingelsbach, vielleicht auch Dehlenbach[5], von rechts im Oberdorf von Eitorf
  - Lascheider Bach, von links vor dem Ortseintritt nach Eitorf
- Pfaffensiefen, von links nahe der Bachgasse in Eitorf

Ursprünglich mündete Eipbach östlich der Brückenstraße in die Sieg, heute über einen halben Kilometer weiter abwärts westlich der Straße.

## Rückhaltebecken
An den Oberläufen des Eipbaches bei Mühleip und Obereiper Mühle gibt es zwei Rückhaltebecken und unter dem Place du Bouchain ein drittes, die alle aufgrund des katastrophalen Hochwassers von 1970 errichtet wurden, als der gesamte Ortskern unter Wasser stand.

## Fauna
Am Eipbach findet sich eine artenreiche Fauna. Schwarzspechte, der Eisvogel, die Wasseramsel, Bachstelzen und Gebirgsstelzen und auch der Schwarzstorch sind hier heimisch, ebenso ist die Gelbbauchunke anzutreffen.